# Szymanów (Trzebnica)
Pour les articles homonymes, voir Szymanów.
Szymanów est une localité polonaise de la gmina de Wisznia Mała, située dans le powiat de Trzebnica en voïvodie de Basse-Silésie.